# Með hækkandi sól
Chansons représentant l'Islande au Concours Eurovision de la chanson
10 Years
(2021) Power
(2023)
Með hækkandi sól ([mɛð ˈhaihkantɪ ˈsouːl], « Avec le soleil levant » en français) est une chanson interprétée par le groupe Systur.
Elle est sélectionnée pour représenter l'Islande au Concours Eurovision de la chanson 2022, à l'issue du Söngvakeppnin 2022, le 12 mars 2022. La chanson se hisse à la 10e place de la demi-finale du concours et se classe 23e à l'issue de la finale.

## Classements
| Classement | Meilleure position |
| ---------- | ------------------ |
| Islande    | 1                  |
| Lituanie   | 38                 |